# Финальная стадия Лиги наций УЕФА 2023
Финальная стадия Лиги наций УЕФА 2023 (англ. 2023 UEFA Nations League Finals; нидерл. Finaleronde UEFA Nations League 2023) — это заключительная часть третьего сезона Лиги наций УЕФА, международного футбольного турнира с участием мужских национальных сборных команд ассоциаций-членов УЕФА. Турнир прошёл в Нидерландах с 14 по 18 июня 2023 года, среди четырёх победителей групп Лиги A. Турнир состоял из двух полуфиналов, матча за третье место и финала, который определил победителя Лиги наций.

## Формат
Финальный турнир проводился в формате одиночных матчей на выбывание и состоял из двух полуфиналов, матча за третье место и финала. Полуфинальные пары были определены путем открытой жеребьёвки. Во всех матчах турнира применялись технологии системы автоматического определения голов (GLT) и видеопомощи арбитрам (VAR).

### Регламент[2]
Согласно правилам, если в основное время матча будет зафиксирована ничья:
- В полуфиналах и финале главным арбитром назначается ещё 30 минут дополнительного времени, далее, если счёт остался неизменным, ― серия пенальти.
- В матче за третье место победитель будет определён в серии пенальти, который разыгрывается сразу же по окончании основного времени.

## Квалифицировавшиеся команды
Четыре победителя своих групп Лиги A сезона 2022/2023 квалифицировались в финальную стадию.
| Группа | Команда              | Дата квалификации | Рейтинг ЛН Сентябрь 2022 | Рейтинг ФИФА Апрель 2023 |
| ------ | -------------------- | ----------------- | ------------------------ | ------------------------ |
| A1     | Хорватия             | 25 сентября 2022  | 2                        | 7                        |
| A2     | Испания              | 27 сентября 2022  | 3                        | 10                       |
| A3     | Италия               | 26 сентября 2022  | 4                        | 8                        |
| A4     | Нидерланды (хозяева) | 25 сентября 2022  | 1                        | 6                        |

## Стадионы
В своей заявке Королевский футбольный союз Нидерландов в качестве мест проведения выбрал стадионы «Фейеноорд» в Роттердаме и «Гролс Весте» в Энсхеде.
| Роттердам Энсхеде | Роттердам           | Энсхеде             |
| ----------------- | ------------------- | ------------------- |
| Роттердам Энсхеде | Фейеноорд           | Гролс Весте         |
| Роттердам Энсхеде | Вместимость: 51 117 | Вместимость: 30 205 |
| Роттердам Энсхеде |                     |                     |

## Составы
Не менее чем за десять дней до начала турнира каждая национальная сборная огласила заявку из 23 игроков, трое из которых — вратари. В случае, если игрок получил травму или болеет достаточно серьёзно и не сможет принять участия в турнире, до первого матча команды его мог заменить другой игрок.

## Сетка
|  | Полуфиналы          | Полуфиналы     |                      |       | Финал | Финал |
|  |                     |                |                      |       |       |       |
|  | 14 июня — Роттердам |                |                      |       |       |       |
|  |                     |                |                      |       |       |       |
|  | Нидерланды          | 2              |                      |       |       |       |
|  | Нидерланды          | 2              | 18 июня — Роттердам  |       |       |       |
|  | Хорватия (д. в.)    | 4              |                      |       |       |       |
|  | Хорватия (д. в.)    | 4              | Хорватия             | 0 (4) |       |       |
|  | 15 июня — Энсхеде   |                | Хорватия             | 0 (4) |       |       |
|  |                     | Испания (пен.) | 0 (5)                |       |       |       |
|  | Испания             | Испания (пен.) | 0 (5)                | 2     |       |       |
|  | Испания             |                |                      | 2     |       |       |
|  | Италия              | 1              |                      |       |       |       |
|  | Италия              | 1              | Матч за третье место |       |       |       |
|  |                     |                |                      |       |       |       |
|  | 18 июня — Энсхеде   |                |                      |       |       |       |
|  |                     |                |                      |       |       |       |
|  | Нидерланды          | 2              |                      |       |       |       |
|  | Нидерланды          | 2              |                      |       |       |       |
|  | Италия              | 3              |                      |       |       |       |

## Полуфиналы
Время указано местное, UTC+2.

### Нидерланды ― Хорватия
| Нидерланды               | 2:4 (доп. вр.) | Хорватия                                                                |
| ------------------------ | -------------- | ----------------------------------------------------------------------- |
| - Мален 34′ - Ланг 90+6′ | (отчёт)        | - Крамарич 55′ (пен.) - Пашалич 72′ - Петкович 98′ - Модрич 116′ (пен.) |

### Испания ― Италия
| Испания                | 2:1     | Италия                |
| ---------------------- | ------- | --------------------- |
| - Пино 3′ - Хоселу 88′ | (отчёт) | - Иммобиле 11′ (пен.) |

## Матч за третье место
| Нидерланды                     | 2:3     | Италия                                  |
| ------------------------------ | ------- | --------------------------------------- |
| - Бергвейн 68′ - Вейналдум 89′ | (отчёт) | - Димарко 6′ - Фраттези 20′ - Кьеза 72′ |

## Финал
| Хорватия                                                  | 0:0 (доп. вр.) | Испания                                                  |
| --------------------------------------------------------- | -------------- | -------------------------------------------------------- |
|                                                           | (отчёт)        |                                                          |
| Пенальти                                                  |                |                                                          |
| - Влашич - Брозович - Модрич - Майер - Перишич - Петкович | 4:5            | - Хоселу - Родри - Мерино - Асенсио - Ляпорт - Карвахаль |

## Бомбардиры
Примечание: В скобках указано, сколько голов из общего числа забито с пенальти.
1 гол
- Ереми Пино
- Хоселу
- Федерико Димарко
- Чиро Иммобиле (1)
- Федерико Кьеза
- Давиде Фраттези
- Стивен Бергвейн
- Джорджиньо Вейналдум
- Ноа Ланг
- Дониелл Мален
- Андрей Крамарич (1)
- Лука Модрич (1)
- Марио Пашалич
- Бруно Петкович